# Suratgarh
Suratgarh é uma cidade e um município no distrito de Ganganagar, no estado indiano de Rajastão.

## Geografia
Suratgarh está localizada a 29° 19′ N, 73° 54′ L. Tem uma altitude média de 168 metros (551 pés).

## Demografia
Segundo o censo de 2001, Suratgarh tinha uma população de 58,076 habitantes. Os indivíduos do sexo masculino constituem 53% da população e os do sexo feminino 47%. Suratgarh tem uma taxa de literacia de 63%, superior à média nacional de 59.5%: a literacia no sexo masculino é de 70% e no sexo feminino é de 54%. Em Suratgarh, 15% da população está abaixo dos 6 anos de idade.